# Качалівка
Кача́лівка — село в Україні, у Краснокутській селищній громаді Богодухівського району Харківської області. Населення становить 1156 осіб. До 2020 орган місцевого самоврядування — Качалівська сільська рада.

## Географія
Село Качалівка знаходиться на відстані 3 км від річки Мерла (лівий берег). На протилежному березі річки розташоване місто Краснокутськ. На відстані до 2-х км розташовані села Павлюківка, Карайкозівка, Бузове і селище Оленівське, за 1 км на південь — колишнє село Замерлянське. Через село проходить автомобільна дорога Т 2106. До села примикає лісовий масив (сосна).

## Назва
Назву селу дав першопоселенець на прізвище Качало.

## Історія
Перша письмова згадка про Качалівку датується 1834 роком. Качалівку заснували вихідці з Краснокутська, нащадки козаків, що оселилися там у 1651 році. У 1878 р. у Качалівці відкрито Сільське Правління, як складову Краснокутської волості. Воно охоплювало території сучасних Качалівської і Китченківської сільрад. У 1885 р. відкрито 4-х класну Земську школу. У 1896 р. збудовано Святотроїцький храм, а у 1903 р. при ньому відкрито церковно-приходську школу. У 1902 р. при Качалівському Сільському Правлінні. відкрито громадську бібліотеку. На 1907 р. населення Качалівки досягло 1410 осіб. За часів Центральної Ради у 1917 р. організувалося товариство «Просвіта».
У 1919 році у селі остаточно утвердилась радянська окупація та було створено однойменну сільраду.
У 1921 р. відкрилися сільбуд та поштове відділення, а у 1923 р.— ветеринарна лікарня та поштово-телеграфна контора. На 1926 р. населення Качалівки досягло найбільшої чисельності за всі роки існування — 2313 осіб. У 1926 році збудовано сучасне приміщення школи. У 1930 році чотирикласна школа була реорганізована у семирічну.
У кінці 20-тих рр. ХХ ст. почалася примусова колективізація. Протягом 1930-32 рр. виникли колгоспи ім. Петровського, імені Леніна та ім. І Травня.
У 1932-33 рр. Качалівка пережила Голодомор, померло понад 50 % жителів, змінився національний склад за рахунок росіян-переселенців. 

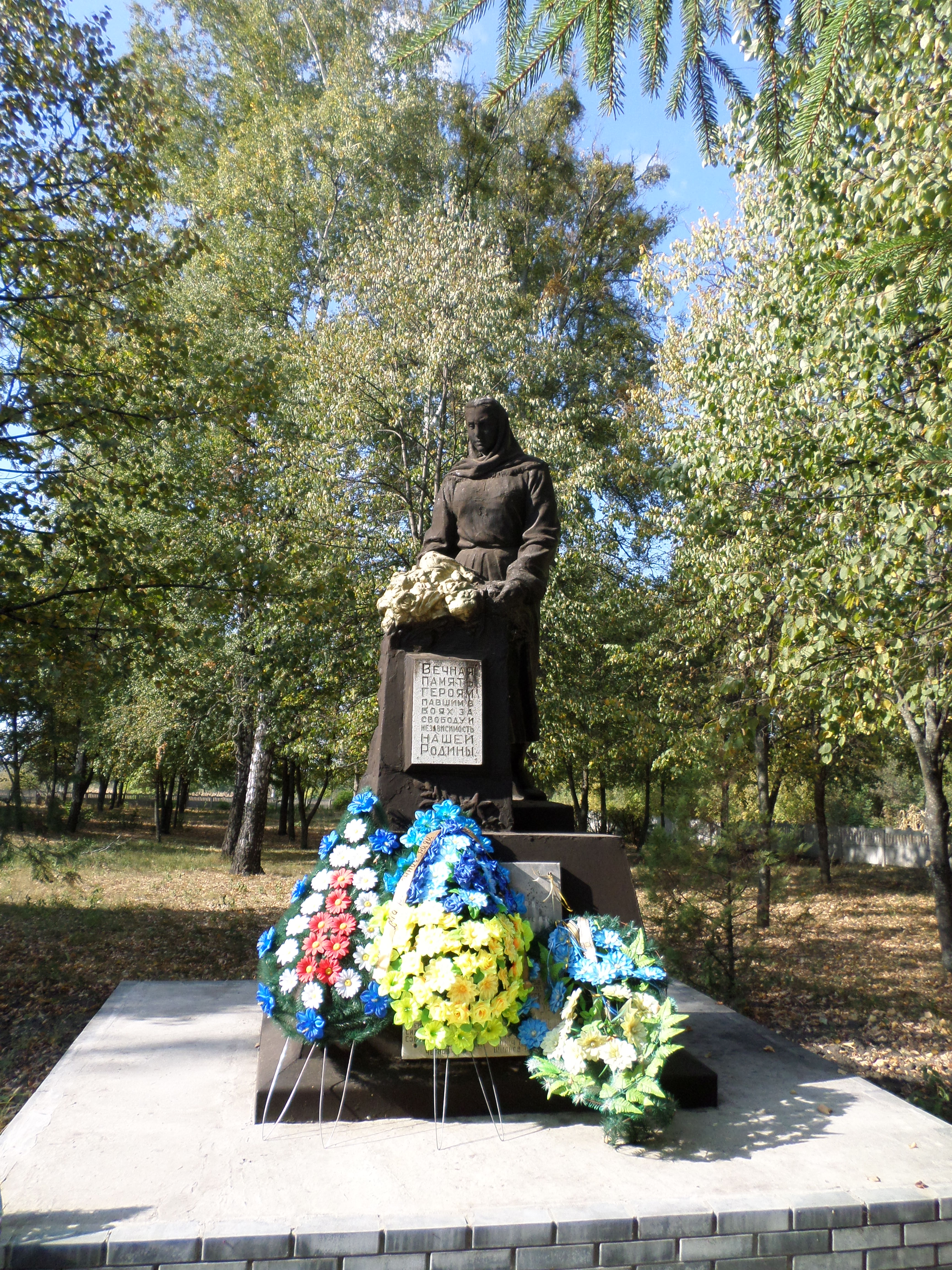
Братська могила радянських воїнів. Поховано 71 воїн

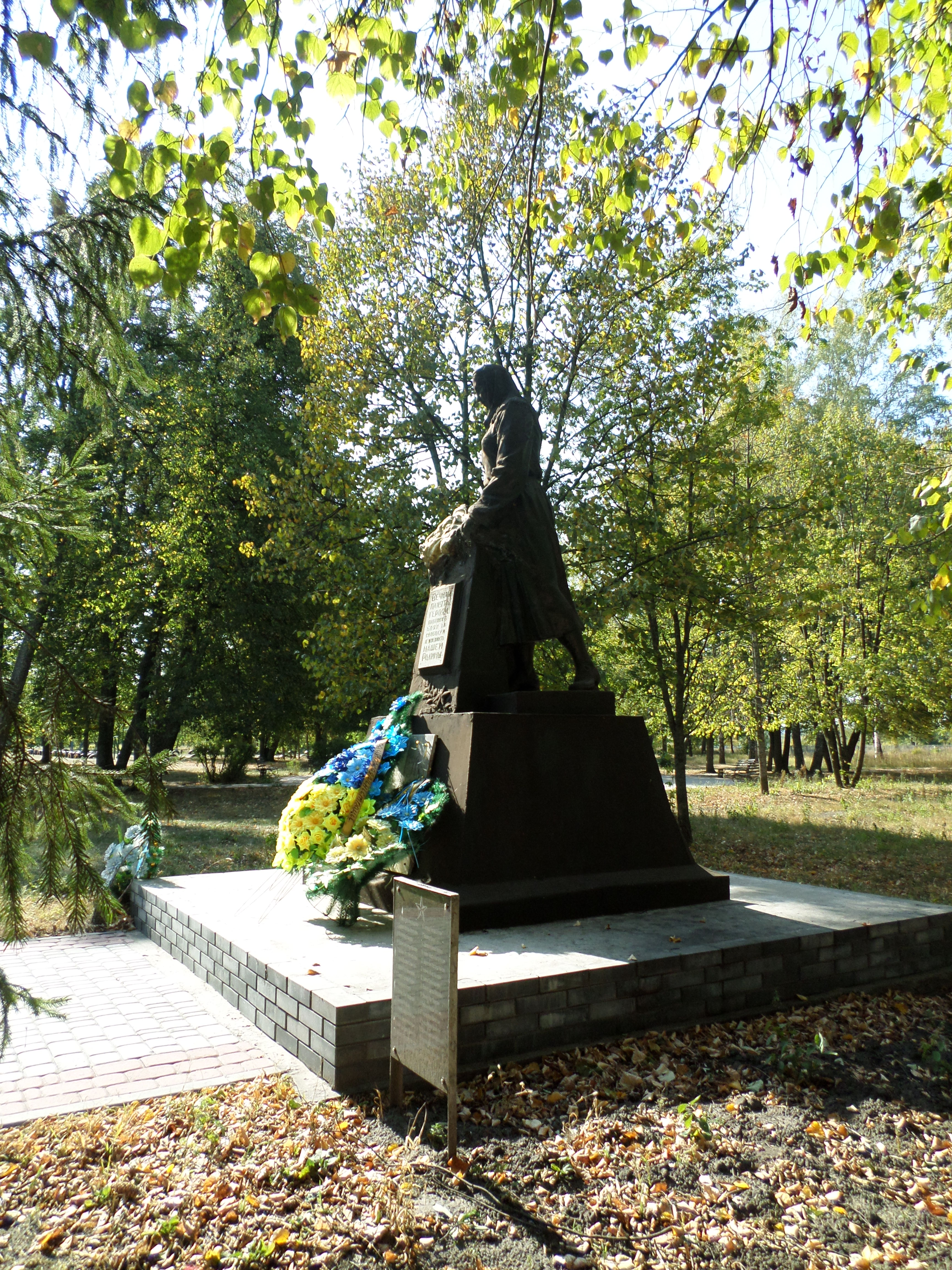
Братська могила. Вид збоку

У роки Другої Світової війни Качалівка понесла великі матеріальні та людські втрати. З фронтів не повернулося 390 чоловік з близько 600 мобілізованих, не рахуючи цивільних мешканців, які загинули при проходженнях лінії фронту у 1941-43 рр.
У 1950 році колгоспи ім. Леніна, ім. Першого Травня та «Колективіст Краснокутчини» об'єднали в колгосп ім. Першого Травня, а колгоспи ім. Ворошилова, ім. Тимошенка, VII З'їзд Рад об'єднали у колгосп «Нове Життя». У середині 50-тих років завершено радіофікацію села, а в середині 60-тих — електрифікацію. У 1970 році колгосп «Нове Життя» було приєднано до колгоспу Перше Травня, а у 1975 році він став складовою Мурафського цукрокомбінату.

## Сьогодення
На території Качалівської сільради ведуть господарську діяльність СТОВ «Качалівське» (2944,4 га угідь), ВАТ «Агрофірма Глобівська» (239 га), Краснокутське лісництво (2132,4 га), Краснокутське НГП (100,8 га), а також фермерські господарства «Глорія», «Веселка», «Мовос», «Олві», «Скряга». У Качалівці функціонує загальноосвітня школа І-ІІІ ступенів, амбулаторія сімейного лікаря, 6 магазинів та кіосків, відділення зв'язку, сільська бібліотека, будинок культури; село повністю газифіковане, 30 % дворів отримують воду з водогону, 30 % вулиць мають тверде покриття.
12 червня 2020 року, розпорядженням Кабінету Міністрів України № 725-р «Про визначення адміністративних центрів та затвердження територій територіальних громад Харківської області», увійшло до складу Краснокутської селищної громади.
19 липня 2020 року, в результаті адміністративно-територіальної реформи та ліквідації Краснокутського району, село увійшло до складу Богодухівського району.